# Restaurang Kajsaniemi
Restaurang Kajsaniemi är en restaurang i Kajsaniemiparken i Helsingfors, som grundades av Catharina ”Cajsa” Wahllund 1827. Den var Finlands äldsta kontinuerligt drivna restaurang tills den stängde i januari 2019. Hela parken har fått sitt namn efter restaurangen. Helsingfors stad sålde byggnaden 2021 till restauratörerna Airi Kallio, Leo-Matti och Otto Kallio i Borgå. Byggnaden har sedan dess renoverats med målet att öppna restaurangen under namnet Cajsan Helmi ("Cajsas pärla") sommaren 2023.

## Historik
Kajsa Wahllund kom 1819 från Åbo till Helsingfors och fick tillsammans med slaktaren Salomon Jansson tillstånd att inrätta en restaurang vid Allmänna promenaden. Till en början var det bara en liten kiosk som sålde förfriskningar, men 1839 byggde Kajsa Wahllund en restaurang på platsen. Denna blev särskilt populär bland studenterna. Parken hette först Klubbparken, men fick senare namn efter Kajsa Wahllund.
Under 1800-talet var Kajsaniemi fortfarande en udde i Kajsaniemiviken med restaurangen längst ut på udden. Från 1850-talet byggdes järnvägen och centralstationens bangård på restaurangens västra sida, till största delen på fyllnadsmark i Tölöviken. 
Restaurangbyggnaden ritades av Carl Ludvig Engel. Den har därefter ändrats flera gånger. Rotundan och terrassen, som senare glasades in, tillkom i slutet av 1920-talet.

## Bildgalleri

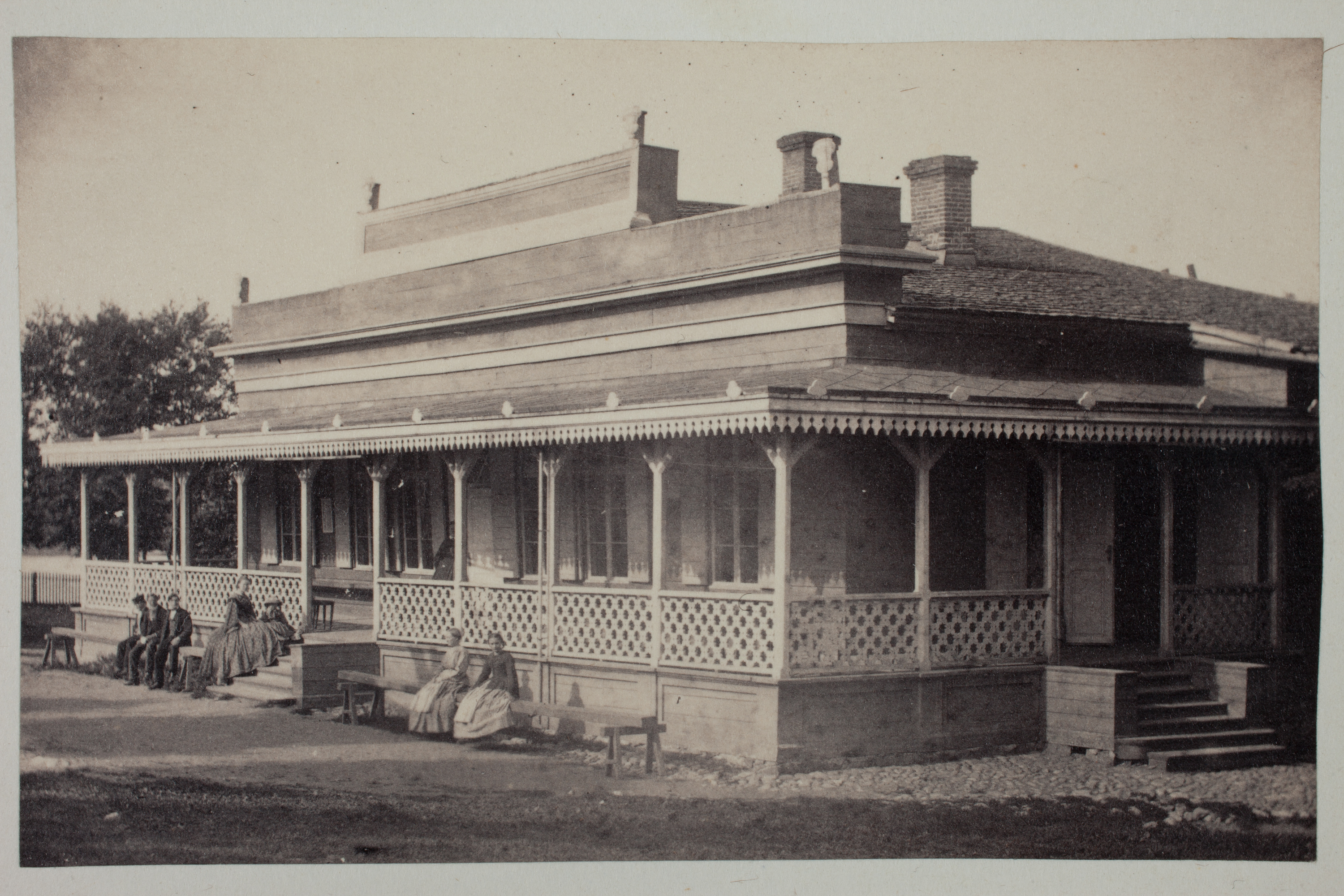
Restaurang Kajsaniemi, 1862.
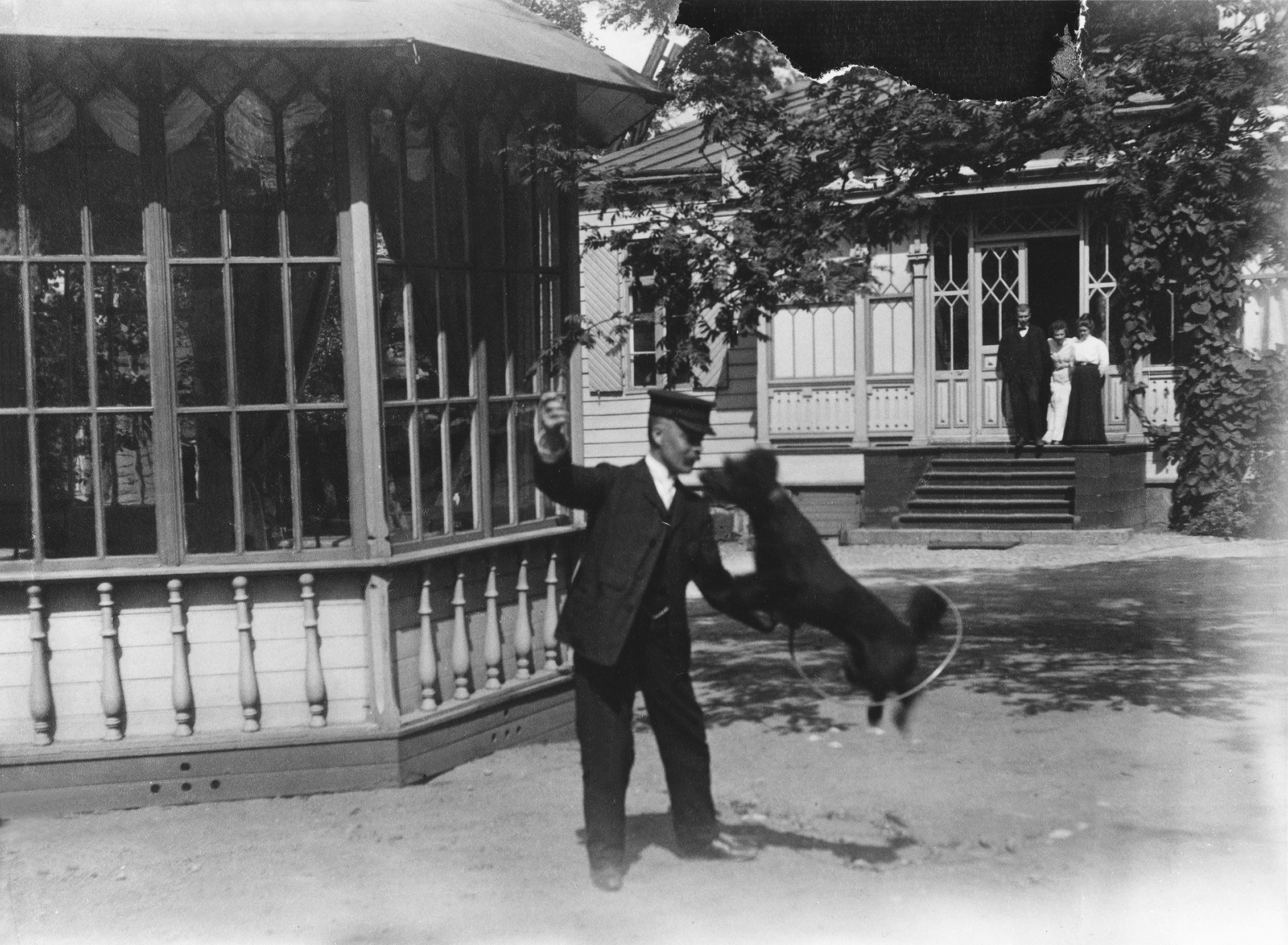
Guldsmeden Oskar Lindroos utanför restaurangen, 1905.
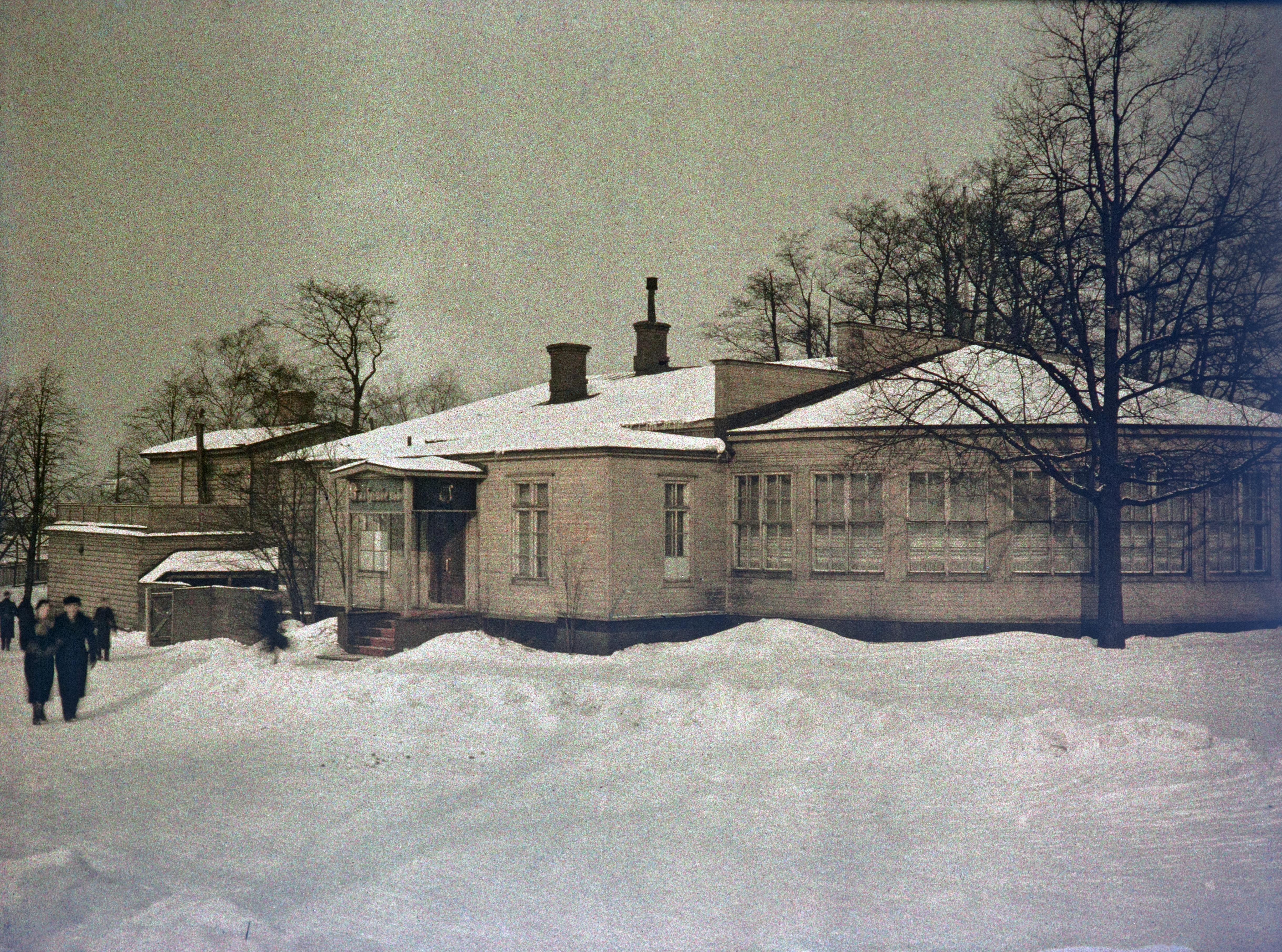
Restaurangen, 1936.
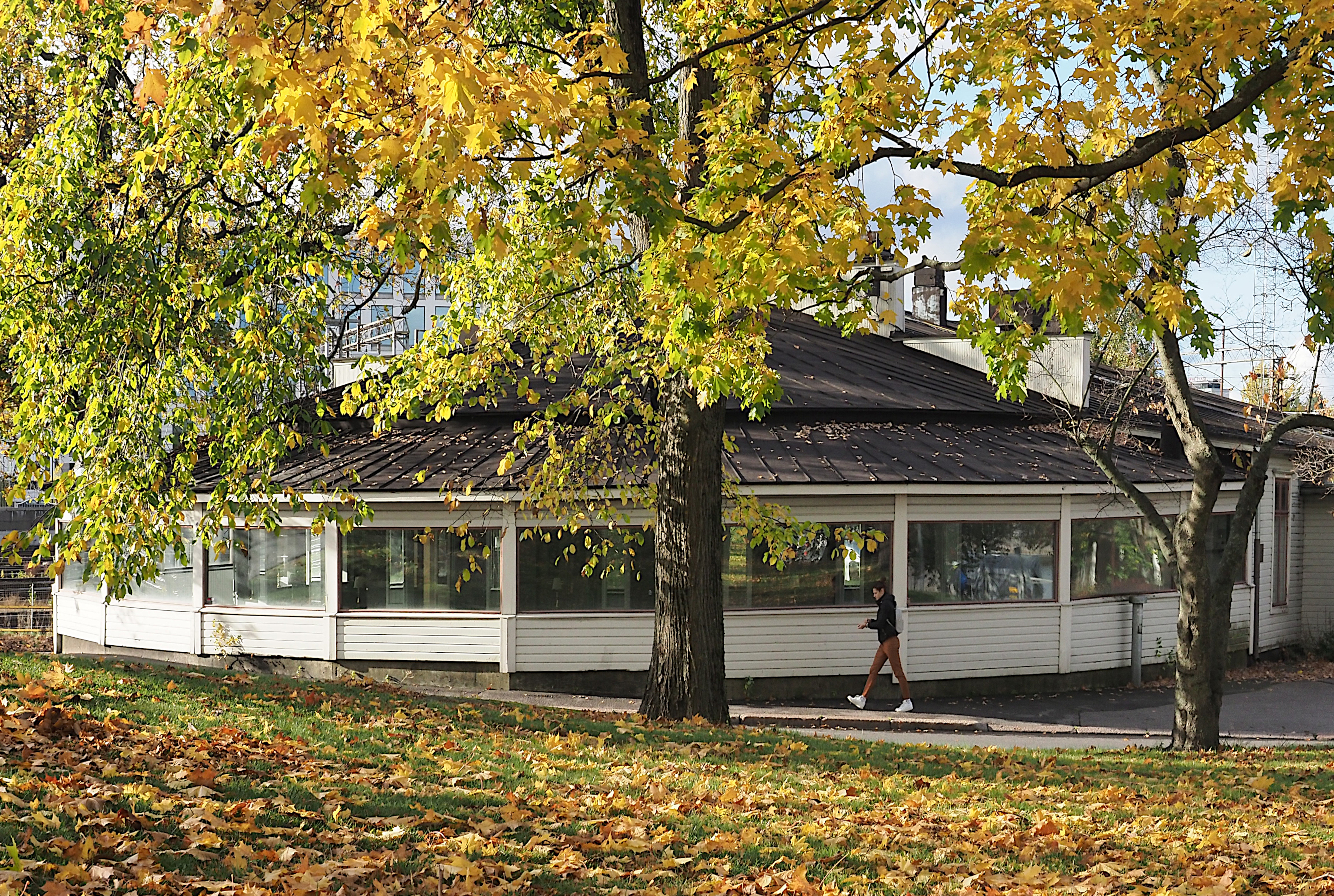
Restaurang Kajsaniemi, 2020.